# Apostolische Präfektur Lixian
Die Apostolische Präfektur Lixian (lat.: Apostolica Praefectura Lichovensis) ist eine in der Volksrepublik China gelegene römisch-katholische Apostolische Präfektur mit Sitz in Lixian.

## Geschichte
Die Apostolische Präfektur Lixian wurde am 6. Mai 1931 durch Papst Pius XI. mit der Apostolischen Konstitution Cum anno quintodecimo aus Gebietsabtretungen des Apostolischen Vikariates Changde errichtet.

## Apostolische Präfekten von Lixian
- Hippolito Martínez y Martínez OSA, 1932–1963
- Sedisvakanz, seit 1963